# Cintolo militare
Il Cintolo Militare, in latino Cingulum Militaris fu in origine una parte dell'armatura degli Apuli. Era una fascia di bronzo, generalmente foderata di cuoio, che cingeva le reni sopra le vesti; ad essa si appendeva la spada. Verso la metà del IV secolo il vocabolo cintolo ebbe un significato solenne nella Milizia romana, intendendosi con esso, non solamente la fascia, bensì il dovere della milizia. Col procedere dei tempi, fu la divisa particolare dei cavalieri e nei secoli della cavalleria. Il modo di dire prendere il cintolo equivaleva a darsi alla professione delle armi.